# Heinrich Rieger
Heinrich Rieger (* 25. Dezember 1868 in Sereď, Österreich-Ungarn; † 17. Oktober 1942 im Ghetto Theresienstadt) war ein österreichischer Zahnmediziner, der sich als Kunstsammler engagierte. Riegers Sammlung war eine der wichtigsten der österreichischen Modernen Kunst. Rieger und seine Frau fielen dem Holocaust zum Opfer.

## Lebenslauf

### Ausbildung und frühe Jahre
Rieger wurde als Sohn von Philipp und Eva Rieger, geb. Schulhof, in Sereď an der Waag im Verwaltungsbezirk Pressburg (heute Bratislava), der damals zur Ungarischen Reichshälfte gehörte, geboren. Nach der Matura am „Reformierten Obergymnasium“ in Budapest 1885 wurde Rieger an der medizinischen Fakultät in Wien immatrikuliert. Am 10. Dezember 1892 promovierte er zum Doktor der Medizin. Anschließend war er als niedergelassener Zahnarzt in Wien tätig. Am 28. März 1901 erwarb Rieger außerdem eine Villa in Gablitz, in der er ebenfalls praktizierte. 1906 legte Rieger den österreichischen Staatsbürgereid ab.

### DieSammlung Rieger

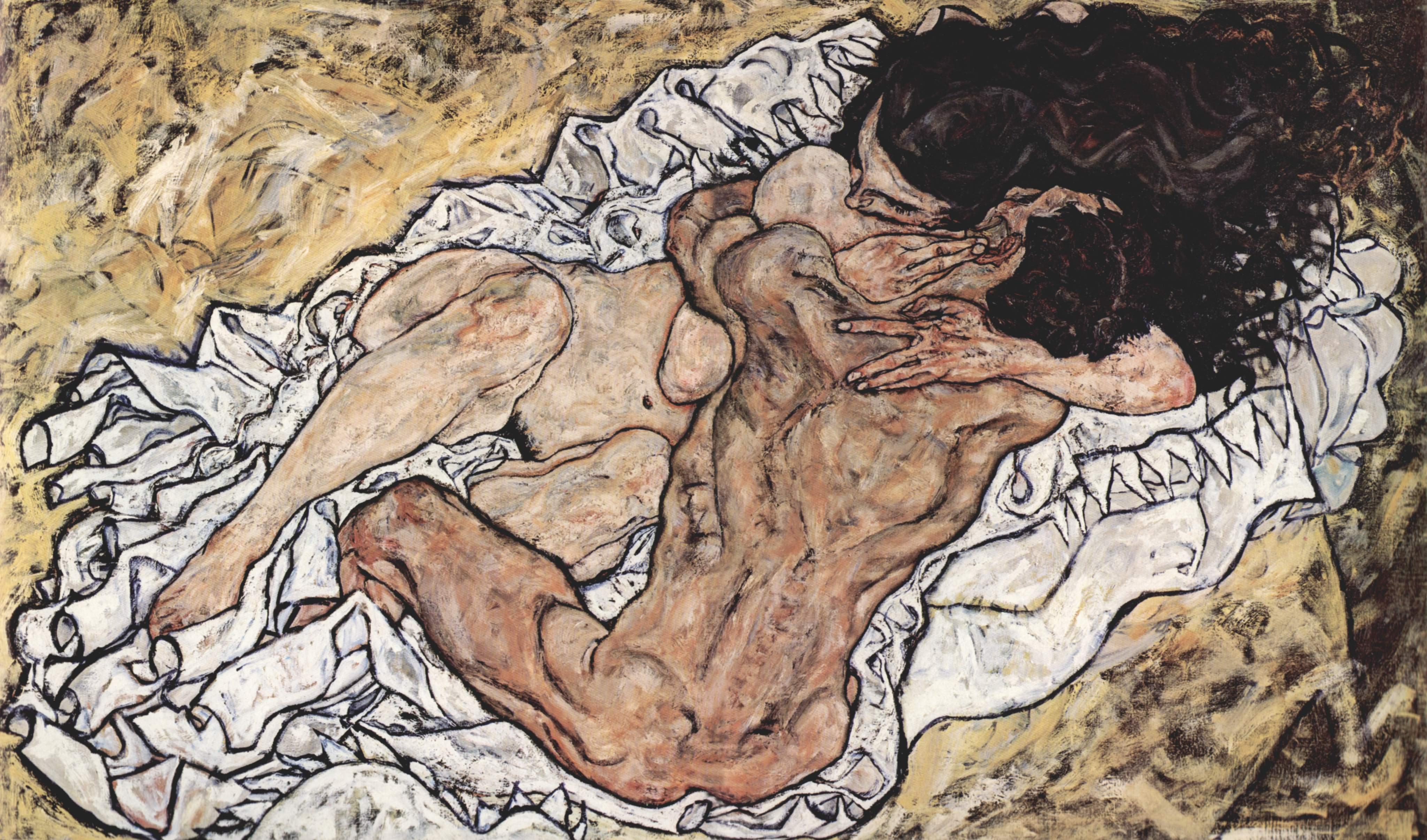
Die Umarmung von Egon Schiele, Öl auf Leinwand, ehemals Bestandteil der Sammlung Rieger – heute im Besitz der Österreichischen Galerie Belvedere.

Etwa ab 1900 begann Rieger zeitgenössische Kunstwerke zu sammeln. Oft nahm er von mittellosen Künstlern Kunstwerke anstelle von Geld als Entlohnung für Zahnbehandlungen entgegen. Dadurch kam er mit den damals in Wien lebenden jungen Künstlern wie Egon Schiele oder Oskar Kokoschka in Kontakt und wurde deren Förderer. In den Künstlerkreisen wurde diese Form der Honorierung bald allgemein bekannt und so entstand der Kern seiner Sammlung. Durch weitere Ankäufe wuchs Riegers Sammlung sehr schnell und zählte bald neben der Sammlung Oskar Reichel zu einer der wichtigsten der österreichischen Modernen Kunst. Allein während des Ersten Weltkriegs erwarb Rieger über 120 Werke. In den Jahren bis 1921 wuchs der Bestand noch einmal um über 250 Werke junger Maler wie etwa auch Käthe Kollwitz, Faistauer, Sterrer, Egger-Lienz, Liebermann und Stuck.
Ein klarer Schwerpunkt lag in den Werken Egon Schieles. Dessen erste 50 Zeichnungen gelangten zwischen 1915 und 1918 in Riegers Eigentum – die meisten Ölbilder, wie das Werk „Kardinal und Nonne“ oder „Die Umarmung“, im Jahre 1918. 1921 besaß Rieger bereits 12 Ölbilder von Egon Schiele. Die Sammlung war zunächst in Riegers Privaträumen in Wien, in seinen Praxisräumen und in seiner Villa in Gablitz, Linzerstr. 99, nur einer begrenzten Öffentlichkeit zugänglich. Am 29. Juli 1921 stellte Rieger – wohl aus steuerlichen Gründen – eine Anfrage an das Denkmalamt für die Berechtigung, seine Sammlung der Öffentlichkeit präsentieren zu dürfen. In dem hierfür errichteten Notariatsakt wurde die gesamte Sammlung bis zu diesem Zeitpunkt in der einzigen erhaltenen Inventarliste festgehalten. Sie weist 658 Positionen an Kunstgegenständen auf.
In einem Schreiben an das Bundesdenkmalamt vom 12. Juni 1925 verpflichtete sich Rieger, jeden Tausch oder Verkauf der registrierten Objekte bekannt zu geben. In den Akten findet sich jedoch keine derartige Bekanntgabe, da Rieger offenbar bis zu diesem Zeitpunkt kein Werk veräußert hatte.
In den 20er und 30er Jahren trat Rieger als Leihgeber für verschiedene Schiele-Ausstellungen auf. In der Ausstellung in der Neuen Galerie, Wien, 1923 (heute Galerie nächst St. Stephan) und in der Ausstellung in der Galerie Würthle 1925 waren Werke aus der Sammlung Rieger zu sehen. 1928, zehn Jahre nach dem Tod Egon Schieles, fanden die Gedächtnisausstellung im „Hagenbund“, die Gedächtnisausstellung in der Neuen Galerie in der Grünangergasse sowie die Ausstellung der Vereinigung bildender Künstler (Secession) statt, auf denen Heinrich Rieger ebenfalls vertreten war. Aus den Katalogen geht hervor, dass Rieger immer nur als Leihgeber fungierte und keines der Werke aus seinem Eigentum zum Kauf angeboten hat.
Weitere Überblicke über die Sammlung Rieger stellt eine erhalten gebliebene Versicherungsliste von 1935 sowie eine weitere Liste dar, die für die Herbstausstellung der „Genossenschaft der bildenden Künstler Wiens“ im Künstlerhaus Wien erstellt wurde, die am 9. November 1935 eröffnet wurde. Aus der letzteren Liste wurde ersichtlich, dass Rieger rund 200 Kunstgegenstände als Leihgabe übermittelte, darunter Schieles Ölgemälde „Kardinal und Nonne“.
Auf der Weltfachausstellung Paris 1937 wurden im Rahmen einer Ausstellung österreichischer Kunst in der Galerie nationale du Jeu de Paume vier Schiele-Werke aus Riegers Sammlung gezeigt.
Vor März 1938 dürften der Sammlung ca. 120 bis 150 Zeichnungen von Egon Schiele angehört haben.
Nach der Machtergreifung der Nationalsozialisten in Österreich am 13. März 1938 war Rieger als Jude gezwungen, sein Gesamtvermögen anzugeben. Der Bestand seiner Kunstsammlung wurde durch Bruno Grimschitz, zu der Zeit stellvertretender Direktor und kommissarischer Leiter der Österreichischen Galerie Belvedere in Wien, aufgenommen und bewertet. Die Schätzliste Grimschitz’ der damals mit ungefähr 800 Objekten angenommenen Sammlung ist allerdings bis heute verschollen. Unklar ist auch, welche Objekte Grimschitz aufgenommen hatte. Außerdem ist auffällig, dass der von ihm errechnete Wert der Sammlung von 16.500 Reichsmark (RM) im Vergleich zur Versicherungsliste von 1935, die nur etwa 200 Objekte, jedoch einen Versicherungswert von 89.050 öS umfasste, deutlich geringer ist. Das Umtauschverhältnis war eigentlich 1 RM = 1,5 öS. Die Sammlung dürfte damals noch in der Wiener Wohnung in der Mariahilfer Straße und in der Villa in Gablitz untergebracht gewesen sein.
Mit der „Vierten Verordnung zum Reichsbürgergesetz“ vom 31. Juli 1938 erlosch für jüdische Ärzte die Approbation per 31. August 1938. Um den Lebensunterhalt für sich und seine Frau sowie die diskriminierenden Zwangszahlungen bestreiten zu können, war Rieger nun gezwungen, seine Kunstsammlung nach und nach zu verkaufen. Erste Werke verkaufte er bereits im November 1938.
Insgesamt 26 Werke, darunter Schieles „Umarmung“ und „Kardinal und Nonne“ sowie Josef Dobrowskys „Arme im Geiste“, verkaufte Rieger 1939 bzw. 1940 an den Salzburger Kunsthändler Friedrich Welz. Einen weiteren großen Teil der Sammlung Rieger erwarb im März 1941 der österreichische Graphiker Luigi Kasimir, der zusammen mit Ernst Edhoffer in Wien eine Kunsthandlung betrieb, die aus der arisierten Kunsthandlung Gall und Goldmann der Jüdin Elsa Gall hervorgegangen war. Kasimir verkaufte etwa 20 Werke der Sammlung Rieger noch in den Kriegsjahren weiter. Weitere Werke wurden 1947 in Kasimirs Privatwohnung aufgefunden. Sowohl Welz als auch Kasimir zahlten für die Bilder Beträge, die deutlich unter dem Marktwert der Kunstwerke lagen. Der Verkauf an Kasimir orientierte sich dabei offenbar an den von Grimschitz geschätzten Werten. Beide mussten sich nach Kriegsende für den Erwerb der Sammlung Rieger aufgrund des § 6 KVG wegen „missbräuchlicher Bereicherung“  („Arisierung“) verantworten. Das Verfahren gegen Welz endete allerdings mit einem außergerichtlichen Vergleich, während Kasimir freigesprochen wurde, da er sämtliche Rückstellungsansprüche anerkannt hatte. Zumindest einige Werke erhielt Robert Rieger, der als Rechtsnachfolger seines Vaters in den USA lebte, nach den Verfahren zurück.
Die Sammlung Rieger wurde somit in alle Winde verstreut. Von den Zeichnungen Egon Schieles aus der Sammlung Rieger ist ein Teil allerdings bis heute (2018) verschollen. Die Sammlung ist bis heute Gegenstand der Provenienzforschung. Sofern die Zugehörigkeit zur Sammlung Rieger nachgewiesen werden konnte, wurde auch die Restitution an Riegers Rechtsnachfolger eingeleitet.

### Die NS-Verfolgung Heinrich und Berta Riegers
Mit dem Erlöschen seiner Approbation ab dem 31. August 1938 musste Rieger seine Praxen in Wien und Gablitz aufgeben. Am 10. Oktober 1938 meldete sich das Ehepaar aus ihrer Wiener Wohnung 7/Mariahilfer Straße 124 ab und zog nach Gablitz.
Am 14. November 1938 wurde auch Riegers Villa in Gablitz durch die Bezirkshauptmannschaft St. Pölten bzw. die Gemeinde Gablitz mit einem Leibrentenvertrag „arisiert“. Die Leibrente war äußerst gering und der Wert des Hauses ebenfalls erheblich herabgesetzt worden. Rieger und seine Frau „verkauften“ alle Einrichtungsgegenstände, blieben noch bis Mitte Oktober 1939 in Gablitz und siedelten dann wieder nach Wien über. Im Oktober 1941 musste Rieger mit seiner Frau erneut den Wohnort wechseln und kam bis Juni 1942 bei einer entfernten Verwandten in Wien unter. Danach musste das Ehepaar Rieger in das Altersheim der Kultusgemeinde Wien übersiedeln, wofür Rieger eine Aufnahmegebühr von 10.000 RM zu entrichten hatte.
Am 24. September 1942 wurden Rieger und seine Frau mit dem 42. Transport in das Ghetto Theresienstadt deportiert. Nach Einleitung eines Todeserklärungsverfahrens wurde am 7. März 1947 festgestellt, dass Heinrich Rieger dort am 17. Oktober 1942 verstorben war. Die näheren Todesumstände blieben unklar. Berta Rieger wurde 1944 von Theresienstadt nach Auschwitz deportiert, wo sie sofort nach ihrer Ankunft ermordet wurde. Das Vermögen der Riegers fiel gemäß der „Verordnung über die Einziehung volks- und staatsfeindlichen Vermögens im Lande Österreich“ vom 18. November 1938 an das Deutsche Reich.

## Familie
Im Alter von 25 Jahren heiratete Heinrich Rieger am 30. Mai 1893 in Sereď die 23-jährige Bertha Klug, Tochter eines Café-Besitzers. Das Paar hatte drei Kinder. Der Sohn Ludwig (1894–1913) sowie die drittgeborene Tochter Antonia (1897–1933) schieden durch Suizid aus dem Leben. Der Sohn Robert (1894–1985) wurde ebenfalls Mediziner, emigrierte 1938 in die USA und war Rechtsnachfolger für die Kunstsammlung seines Vaters.